# Areologie
Areologie (Grieks: Ares "Mars" en logos "spraak, wetenschap") is de wetenschap van de planeet Mars, zijn atmosfeer uitgesloten. Het is de subdiscipline van de planetaire geologie die Mars als onderwerp heeft.
Areologie behelst de studie van de structuur, samenstelling, fysische eigenschappen, dynamica, oorsprong en evolutie van Mars zowel als de processen die Mars gevormd hebben. De term areologie wordt niet regelmatig gebruikt omdat het begrip wetenschappelijk en methodologisch synoniem is met de term "geologie van Mars."

## Geschiedenis
Giovanni Virginio Schiaparelli was de eerste die in 1877 donkere gebieden en lijnen op Mars ontdekte en die als "canali" benoemde. Hij dacht dat ze met water gevuld waren. Later heeft Percival Lowell dit idee verworpen. Sedert 1960, de Sovjet Mars 1-vlucht en 1965, de Amerikaanse Mariner 4-vlucht, is de kennis over Mars sterk gegroeid. Maar de vraag over het voorkomen van water op Mars is gebleven. Mariner 6 en 7 hebben aangetoond dat de poolkappen uit koolstofdioxide bestaan met een minimumtemperatuur van 150 K aan de zuidpool. Dit heeft duidelijk gemaakt dat de geologie van Mars fundamenteel anders is dan die van de Aarde. CO2 komt op Aarde immers alleen als gas voor.

## Invloed op andere disciplines
De belangstelling voor geologische processen onder andere omstandigheden dan wat hier op aarde gebruikelijk is, heeft ook invloed op andere disciplines zoals de mineralogie of de vastestofchemie. Een goed voorbeeld is de hernieuwde belangstelling voor de hydraten van magnesiumsulfaat vanwege hun aanwezigheid op Mars.